# Evil Genius (videogioco)
Evil Genius è un videogioco di simulazione e  strategia in tempo reale sviluppato da Elixir Studios e pubblicato da Sierra Entertainment nel 2004. Il giocatore ha lo scopo di costruire e amministrare, nell'entroterra di un'isola sperduta, la propria Base del Male, interpretando il ruolo del tipico e stereotipato Villain hollywoodiano.
A partire dal marzo 2006 i diritti appartengono alla Rebellion Developments.

## Altre versioni
L'8 agosto 2013 Rebellion Developments ha annunciato tramite l'account ufficiale di Twitter l'uscita di un gioco online chiamato Evil Genius Online. La versione online, disponibile per Facebook, iOs e Android, è stata chiusa il 6 febbraio 2017.
Il 30 giugno 2017 l'azienda britannica ha comunicato di aver iniziato lo sviluppo della seconda versione del gioco, denominata Evil Genius 2.